# Lộng ngữ
Lộng ngữ là một biện pháp tu từ tập trung khai thác những tương đồng về ngữ âm, ngữ nghĩa, văn tự, văn cảnh nhằm tạo ra những liên tưởng bất ngờ, thú vị, và đôi khi mang tính trào lộng.

## Biểu hiện trong ngôn ngữ đơn âm
Trong những ngôn ngữ đơn âm tiết, như tiếng Hán, tiếng Việt, khả năng đa nghĩa tiềm tàng của mỗi âm tiết là cơ sở cho việc chuyển nghĩa theo những liên hệ khác nhau, cho phép tạo dựng nhiều kiểu dạng lộng ngữ phong phú. Các luật định khác trong văn chương như phép đối, niêm luật của các thể thơ, phú, chiếu, biểu cũng trở thành những định hướng cho việc trau dồi và sử dụng ngôn ngữ, có tác dụng thúc đẩy người sáng tác lưu tâm khai thác những liên hệ, liên tưởng mang tính ngẫu nhiên và thuần túy ngôn từ, mang lại những cảm nhận thú vị trong trò chơi ngôn ngữ.

## Ứng dụng trong văn học
Lộng ngữ có thể được tạo ra do khai thác các kiểu nói lái (hay nói trại) (chẳng hạn "Nhắc mồi thả xuống cầu môi (mồi câu) trong một giai thoại về Nguyễn Khuyến); có thể được tạo ra do khai thác các từ đồng âm dị nghĩa hoặc từ gần âm (như "lợi thì có lợi nhưng răng chẳng còn (răng-lợi), ca dao); cũng có thể được tạo ra do sử dụng từ đồng nghĩa (như "thịt chó ăn được thịt cầy thì không", trong ca dao Việt Nam). Ngoài ra, lộng ngữ cũng có thể được tạo ra do tách các chữ từ một chữ theo đặc điểm văn tự (ví dụ, "Người cổ lại còn đeo thói nguyệt/Buồng xuân chỉ để lạnh mùi hương", "cổ" và "nguyệt" kết hợp với nhau là chữ "Hồ", họ của Hồ Xuân Hương).

## Thể tài văn học
Lộng ngữ thường mang tính hài hước nên được ứng dụng nhiều trong các thể tài văn học, như trào phúng, ngụ ngôn, tiếu lâm, ca dao trào phúng, hài kịch v.v.